# 235. pr. Kr.
◄ | 4. stoljeće pr. Kr. | 3. stoljeće pr. Kr. | 2. stoljeće pr. Kr. | ►
◄ | 260-ih pr. Kr. | 250-ih pr. Kr. | 240-ih pr. Kr. | 230-ih pr. Kr. | 220-ih pr. Kr. | 210-ih pr. Kr. | 200-ih pr. Kr. | ►
◄◄ | ◄ | 238. pr. Kr. | 237. pr. Kr. | 236. pr. Kr. | 235 pr. Kr. | 234. pr. Kr. | 233. pr. Kr. | 232. pr. Kr. | ► | ►►
Astronomija

## Događaji
- Eratosten – grčkiastronom, geograf i matematičar – izračunao je opseg Zemlje iz duljine sjenke u podne na različitim geografskim širinama